# Gara Augustin
Gara Augustin este o stație de cale ferată care deservește Augustin, județul Brașov, România.